# Horisme plagiographa
Horisme plagiographa är en fjärilsart som beskrevs av Turner 1922. Horisme plagiographa ingår i släktet Horisme och familjen mätare. Inga underarter finns listade i Catalogue of Life.